# 佐々木宗一郎
佐々木 宗一郎（ささき そういちろう、1910年 - 1997年12月20日）は秋田県横手市出身の洋画家。
- 旧制横手中学校（現秋田県立横手高等学校）から日本美術学校卒
- 二科美術研究所に学び、田口省吾や吉井淳二に師事。

- 1946年二科展に出品。
- 1956年二科会展で特待、1962年同会会員。
- 1970年二科会員努力賞。
- 1972年二科会評議員となる。